# 源貞恒
源 貞恒（みなもと の さだつね）は、平安時代前期の賜姓皇族・公卿。光孝天皇の第十皇子。官位は正三位・大納言。

## 経歴
貞観12年（870年）同じ時康親王の子息である兄の元長王・兼善王らと共に合わせて14名が源朝臣姓を与えられて臣籍降下する。貞恒は仁明天皇の孫であったが、二世王としての蔭位は受けられず陽成朝末の元慶7年（877年）従五位下に叙爵する。しかし、翌元慶8年（884年）2月に父・時康親王が即位（光孝天皇）したことに伴い、同年5月に天皇の子女である源近善・源是忠・源忠子と共に一世王として昇叙を受け、貞恒は五階昇進して従四位上に叙せられた。翌元慶9年（885年）美濃守に任官する。
宇多朝に入ると、寛平2年（890年）右近衛中将、寛平3年（891年）左兵衛督と武官を歴任し、寛平5年（893年）参議に任ぜられ公卿に列す。議政官として、左兵衛督・大蔵卿・右衛門督・検非違使別当等を兼帯する。
醍醐朝において、昌泰3年（900年）従三位、延喜2年（902年）中納言、延喜6年（906年）正三位と順調に昇進し、延喜8年（908年）正月には大納言に至るが、同年8月1日薨去。享年52。最終官位は大納言正三位兼行民部卿。

## 官歴
元慶年間までは『日本三代実録』、寛平年間以降は『公卿補任』による。
- 貞観12年（870年） 2月14日：臣籍降下（源朝臣）
- 元慶7年（883年） 正月7日：従五位下（直叙）
- 元慶8年（884年） 5月29日：従四位上（越階。光孝天皇皇子）
- 元慶9年（885年） 正月16日：美濃守
- 寛平2年（890年） 正月28日：右近衛中将
- 寛平3年（891年） 正月30日：兼備前権守。4月11日：兼左兵衛督
- 寛平5年（893年） 2月16日：参議、備前権守如元
- 寛平6年（894年） 12月15日：兼大蔵卿
- 寛平8年（896年） 正月7日：正四位下。正月26日：兼播磨権守
- 寛平9年（897年） 正月11日：兼侍従。5月25日：兼右衛門督検非違使別当、去大蔵卿
- 寛平10年（898年） 正月29日：兼伊予権守
- 昌泰3年（900年） 正月16日：従三位
- 延喜2年（902年） 正月26日：中納言、右衛門督検非違使別当如元
- 延喜6年（906年） 11月7日：正三位（法皇御賀院別当賞）
- 延喜8年（908年） 正月16日：大納言。2月21日：兼民部卿。8月1日：薨去（大納言正三位兼行民部卿）

## 系譜
『尊卑分脈』による。
- 父：光孝天皇
- 母：不詳
- 生母不明の子女
  - 男子：源仲宣